# Nelson Lizana
Nelson Lizana Castro (* 8. April 1970 in Santiago) ist ein ehemaliger chilenischer Fußballspieler auf der Position eines Mittelfeldspielers.

## Karriere
Nelson Lizana begann seine Karriere 1990 beim CD Cobresal und spielte sechs Jahre in der Minenstadt. Zur Saison 1996 wechselte der Mittelfeldspieler zum CD Palestino, für den er sieben Jahre auflief. Über die Station CD Huachipato 2003 bis 2004 ging er zu Santiago Morning, bei dem er 2005 seine Karriere mit der Zweitligameisterschaft beendete.

## Erfolge
Santiago Morning
- Chilenischer Zweitligameister: 2005